# 革命の日
『革命の日』（かくめいのひ）は、つだみきよによる漫画で、「つだみきよ」としてのデビュー作。単行本は全1巻だが、続編の『続・革命の日』（ぞく・かくめいのひ）が全1巻。『サウス』（新書館）で連載された。英語版、ドイツ語版も出版されている。ドラマCDも出ている。

## 概要
自他共々から男性として認知されてきた主人公が、学校の屋上で倒れたことをきっかけに、医学的には女性であることが判明し、女性として生活を始める中での日々を描いた学園ラブコメディー。主人公は女性仮性半陰陽である描写がなされている（性別#外性器も参照）。現実にもある症状だがTSF作品的にも描かれている。
『続・革命の日』は"第一作の結末（9人もレギュラー状態を書くのは辛いから終わらせた）があまりに半端だ。続きを描け"という、読者や漫画家仲間からの熱い声援（抗議?）があって実現したが、今度は本当に終わりするため連載中は『革命の日2』だったタイトルを変更した。第二作ではドタバタコメディー的な要素は引き継ぎつつ、主人公の女性性（情緒）の開花が描かれている。
なお、登場人物の名前は、鯖江市の小学校の名前から取られている。

## 登場人物
（声）はドラマCDの声優。
吉川 恵（よしかわ けい→めぐみ）
声：竹内順子
本作の主人公で越前高校一年。入学早々3年生から屋上指定席権を奪い取り、神明らと共に下克上カルテットと呼ばれた。半陰陽だと判明したのを期に、女として生きることを決意し、次の年改めて同じ高校に入学する。女生徒としての入学当初は男時代の自分の素性を麻琴以外には隠していたが、目立つ風貌の為かすぐに下剋上カルテットを含めた悪友達にばれる。その上、男時代の言葉遣いや癖が直らず、悪友たちから口説かれるなど苦労が続いている（本人は、悪友達を「男だった頃の仲間」としか見ていない）。
本編の約2年後を描いている番外編『運命の日』及び描き下ろしの『365歩のマーチ』では3年生に進級、実琴とも順調に交際中。髪もロングヘアに伸びて校内の男子生徒から絶大な人気を博しているが、背後に下克上カルテット及び河和田の4人がいるせいで、後述の麻生を除いて校内で彼女にちょっかいをかける男子はいない。
豊 麻琴（ゆたか まこと）
声：瀧本富士子
恵を診察した鈴木医院の院長の姪。女性として生きることを決意した恵のカウンセラー兼世話係。が、楽しそうな事態になると、すぐに恵を放り出してかき回す。3年になると、恵に近づく輩を観察しては、「裏のボス」よろしく生徒達に緘口令を敷いたりする。
神明 和季（しんめい かずとし）
声：千葉進歩
下克上カルテットの一人。恵が女性になったと分かった後、恵を口説き始める。また、恵らが3年になった卒業後は河和田を加えた4人揃って「伝説の先輩」として恵に近づく輩を排除しにかかる。
なお、下克上カルテットはタイプの違う美形揃いであったためか、写真が多数出回っているほど女生徒に人気（彼らを追って入学してきた後輩がいたほど）。
立待 匡（たちまち ただし）
声：長谷部浩一
下克上カルテットの一人。同上。無口だが、思い立った事は即座に行動に移すタイプ。
鳥羽 修司（とば しゅうじ）
声：鈴木千尋
下克上カルテットの一人。同上。恵に抱きつくのが好きで、その度にアッパーカットを食らう。
河和田 広明（かわだ ひろあき）
声：竹本英史
1年のときは恵と同じクラスのクラス委員長。生真面目で屋上でサボる恵を呼びに来ていた。2年になってから生徒会長となる。下克上カルテットの3人と共に、女性となった恵を口説くようになる。
豊 実琴（ゆたか みこと）
声：矢薙直樹
『続・革命の日』から登場する麻琴の弟。登場時、中学二年。医者になる目標のため、中学生にして既に男子校の寮に入っている。可愛らしい風貌であるため、校内で「実琴ちゃん」と呼ばれ、追い掛け回される日々を送るなど男だった頃の恵がシンパシーを覚える部分が多く、中川のせいで男性恐怖症気味になった彼女が唯一平気な対象である数少ない相手。
また、実琴本人も恵と直接知り合う前から、家に飾られていた写真で彼女のことを見知っており、その複雑な事情を知りつつも密かに好意を寄せていた。天敵は姉&恵を口説きにかかる4人組。
中河 大誠（なかがわ たいせい）
声：鈴村健一
越前高校3年。ハッキリ言って今時存在するのが不思議なステレオタイプの不良でそれが恰好好いと思っているバカ。下克上カルテットに（カルテットにとってはどうでもいい話だったが…）屋上指定席権を奪われたと言い立てて奪還を試みるが、作戦も何もなしに正面からケンカを売っては押さえこまれて敗北していた。
片上 智之（かたかみ ともゆき） & 片上 孝之（かたかみ たかゆき）
声：櫻井孝宏（智之）/谷山紀章（孝之）
越前高校3年。双子。中河の子分。
麻生 晃平（あそう　こうへい）
『続・革命の日』に収録された番外編『運命の日』の主人公。2年からの転入生であり、3年生に進級していた恵に一目惚れし猛アタックをかける。後に神明達下克上カルテット+河和田によって脅しをかけられたようではあるが、それでもめげずに恵と付き合うべく奮闘することを決意するなどガッツはある（が、元・男であることやそもそも既に実琴と付き合っているという事実は知らないままである）。

## 単行本
WINGS COMICS 新書館
- 革命の日 1999年4月10日 ISBN 4-403-61536-8
  - 革命の日 (サウス 1998年4月号)
  - 再生の日 (サウス 1998年6月号)
  - 決戦の日 (サウス 1998年12月号 - 1999年2月号)

- 続・革命の日 2001年6月10日 ISBN 4-403-61633-X
  - 続・革命の日 (サウス 2000年8月号 - 2001年2月号)(革命の日2より改題)
  - 運命の日 (サウス 2000年4月号)
  - 365歩のマーチ (書き下ろし)

## ドラマCD
2001年に新書館からリリース。キャストは上記の通り。
ISBN 4-403-90002-X